# Alone in the Dark (filme)
Alone In The Dark (bra: Alone In The Dark- O Despertar do Mal; prt: Alone In The Dark - Sozinhos no Escuro) é um filme de terror lançado em 2005 pela Brightlight Pictures baseado no popular jogo de PC - Alone In The Dark. Ele é dirigido pelo produtor, roteirista e diretor alemão Uwe Boll, e estrelado por Christian Slater como Edward Carnby, um detetive de casos sobrenaturais.

## Elenco principal
- Christian Slater - Detetive Edward Carnby
- Tara Reid - Aline Cedrac
- Stephen Dorff - Comandante Burke
- Will Sanderson - Agente Miles

## Música
O tema sonoro principal de Alone In The Dark foi a música "Wish I Had an Angel", da banda finlandesa de metal sinfônico Nightwish.
O videoclipe da música feito pela banda possui várias cenas do filme.